# Megaselia pilipyga
Megaselia pilipyga är en tvåvingeart som beskrevs av Borgmeier 1964. Megaselia pilipyga ingår i släktet Megaselia och familjen puckelflugor. Inga underarter finns listade i Catalogue of Life.